# Голубев, Лев Викторович
Лев Ви́кторович Го́лубев (27 июля (8 августа) 1875 — 10 августа 1942) — председатель попечительного совета Приюта принца Ольденбургского, камергер. Последний владелец усадьбы Александровка, строитель храма Покрова Пресвятой Богородицы в Пархомовке.

## Биография
Родился 27 июля 1875 года в семье потомственных дворян Нижегородской губернии. Землевладелец Славяносербского уезда Екатеринославской губернии (более 3000 десятин при селе Александровке). Сын предпринимателя Виктора Федоровича Голубева. Младший брат Виктор (1878—1945) — востоковед.
По окончании Александровского лицея в 1896 году, поступил на службу по Ведомству учреждений императрицы Марии. После отъезда брата за границу управлял его имением в Пархомовке Сквирского уезда Киевской губернии, занимался строительством там храма Покрова Пресвятой Богородицы.
Во время русско-японской войны был уполномоченным от Красного Креста на Дальнем Востоке и имел там собственные отряды. После войны был назначен председателем попечительного совета Приюта принца Петра Георгиевича Ольденбургского. В 1907 году был пожалован в камергеры. В 1909 году объездил всю Маньчжурию по поручению Комитета по увековечению памяти павших воинов на Дальнем Востоке. Кроме того, состоял почётным мировым судьей Славяносербского уезда. Дослужился до чина действительного статского советника (1916).
В годы Первой мировой войны был главным уполномоченным Красного Креста на Кавказском фронте.
В эмиграции во Франции. В 1920 году стал членом-учредителем «Русского очага во Франции», затем был членом Совета старшин. Жил в Биаррице. Занимался благотворительностью, жертвовал на нужды Покрово-Александровской церкви.
Умер в 1942 году. Был женат на Александре Степановне Макаровой, дочери адмирала С. О. Макарова. У них был сын Вадим.

## Награды
- Орден Святого Владимира 4-й ст.;
- Орден Святой Анны 2-й ст. с мечами;
- знак отличия Красного Креста.

Иностранные:
- болгарский Орден «За гражданские заслуги», командорский крест.